# Begonia quercifolia
Begonia quercifolia é uma espécie de Begonia.

## Sinônimos
- Begonia leytensis Elmer
- Begonia leytensis Merr. [ilegítimo]
- Begonia wenzelii Merr.